# Thaumasia brunnea
Thaumasia brunnea là một loài nhện trong họ Pisauridae.
Loài này thuộc chi Thaumasia. Thaumasia brunnea được Lodovico di Caporiacco miêu tả năm 1947.